# Francisco Javier Torres
Francisco Javier Torres (* 12. Mai 1983 in León, Guanajuato) ist ein mexikanischer Fußballspieler, der vorwiegend im defensiven Mittelfeld und gelegentlich auf der Position des Verteidigers agiert.

## Leben

### Verein
Torres begann seine Profikarriere 2002 beim Club América, für den er an seinem 19. Geburtstag zu seinem ersten Pflichtspieleinsatz kam, als er im Viertelfinalrückspiel um die mexikanische Fußballmeisterschaft beim CF La Piedad (3:1) wenige Minuten vor Spielende eingewechselt wurde. Mit América gewann er die Meistertitel des Torneo Verano 2002 und der Clausura 2005. Ferner gewann er den mexikanischen Supercup 2005 und den CONCACAF Champions’ Cup 2006. 
Nach dem letzten Triumph wechselte er zu Santos Laguna und gewann in der Clausura 2008 einen weiteren Meistertitel. 
Seit Anfang 2011 ist Torres auf Leihbasis tätig. Im ersten Halbjahr spielte er für die Jaguares de Chiapas und seit Sommer 2011 für Atlas Guadalajara.   

### Nationalmannschaft
Höhepunkt seiner frühen Jahre war die Teilnahme an der Junioren-Fußballweltmeisterschaft 2003, bei der Mendoza alle drei Spiele der mexikanischen U-20-Nationalmannschaft gegen die Elfenbeinküste (1:2), Saudi-Arabien (1:1) und Irland (0:2) bestritt.
Zu seinem (bisher) einzigen A-Länderspieleinsatz für die mexikanische Nationalmannschaft kam Torres in einem am 12. November 2008 ausgetragenen Testspiel gegen Ecuador, das 2:1 gewonnen wurde. 

## Erfolge
- Mexikanischer Meister: Verano 2002, Clausura 2005, Clausura 2008
- Mexikanischer Supercup: 2005
- CONCACAF Champions’ Cup: 2006